# Setodes uddharcha
Setodes uddharcha är en nattsländeart som beskrevs av Schmid 1987. Setodes uddharcha ingår i släktet Setodes och familjen långhornssländor. Inga underarter finns listade i Catalogue of Life.